# زنده (ترانه سیا)
زنده (به انگلیسی: Alive)، تک آهنگ خواننده استرالیایی سیا، از هفتمین آلبوم استدیویی او (این اداست) می‌باشد.

ترانه این کار به صورت مشترک توسط سیا، ادل و توبیاس جونیور نوشته شده است. این آهنگ مانند آهنگ پرنده آزاد شده ابتدا برای آلبوم ۲۵ ادل در نظر گرفته شده بود ولی هنگامی که ادل تصمیم گرفت آهنگ را در آلبوم‌اش قرار ندهد، به سیا اجازه داد آن را برای هفتمین آلبوم خود استفاده کند.

سیا چندین بار این آهنگ را در برنامه‌های تلویزیونی از جمله شوی الن دی‌جنرس، پخش زنده شنبه شب (SNL) و ایکس فاکتور اجرا کرده است.